# Adler I
Die Adler I ist eine Kanalfähre in Kiel-Holtenau der Adler-Schiffe GmbH & Co. KG. Seit 1984 ist die kleine Personenfähre für die Reederei im Einsatz.

## Geschichte
Am 22. Juni 1984 wurde die Adler I an die Insel- und Halligreederei Kurt Paulsen (Adler-Schiffe) abgeliefert, an das WSA-Kiel verchartert und als Personenfähre zwischen Kiel-Holtenau (Lage) und Kiel-Wik (Lage) eingesetzt. Im Sommer 1989 ersetzte die kleine Fähre vorübergehend die Rendsburger Schwebefähre. Im März 2002 wurde das Schiff bei der Werft Gebr. Friedrich in Kiel zum Einmann-Besatzungschiff umgebaut. Während des Umbaus ersetzte die Adler III die Adler I auf der Fährlinie. Als im Juni 2009 der Anleger in Kiel-Wik durch ein Großfeuer völlig zerstört wurde, ging die Adler I in die Werft. Nach dreiwöchiger Unterbrechung kam die Fähre zurück.